# 豐塞卡灣

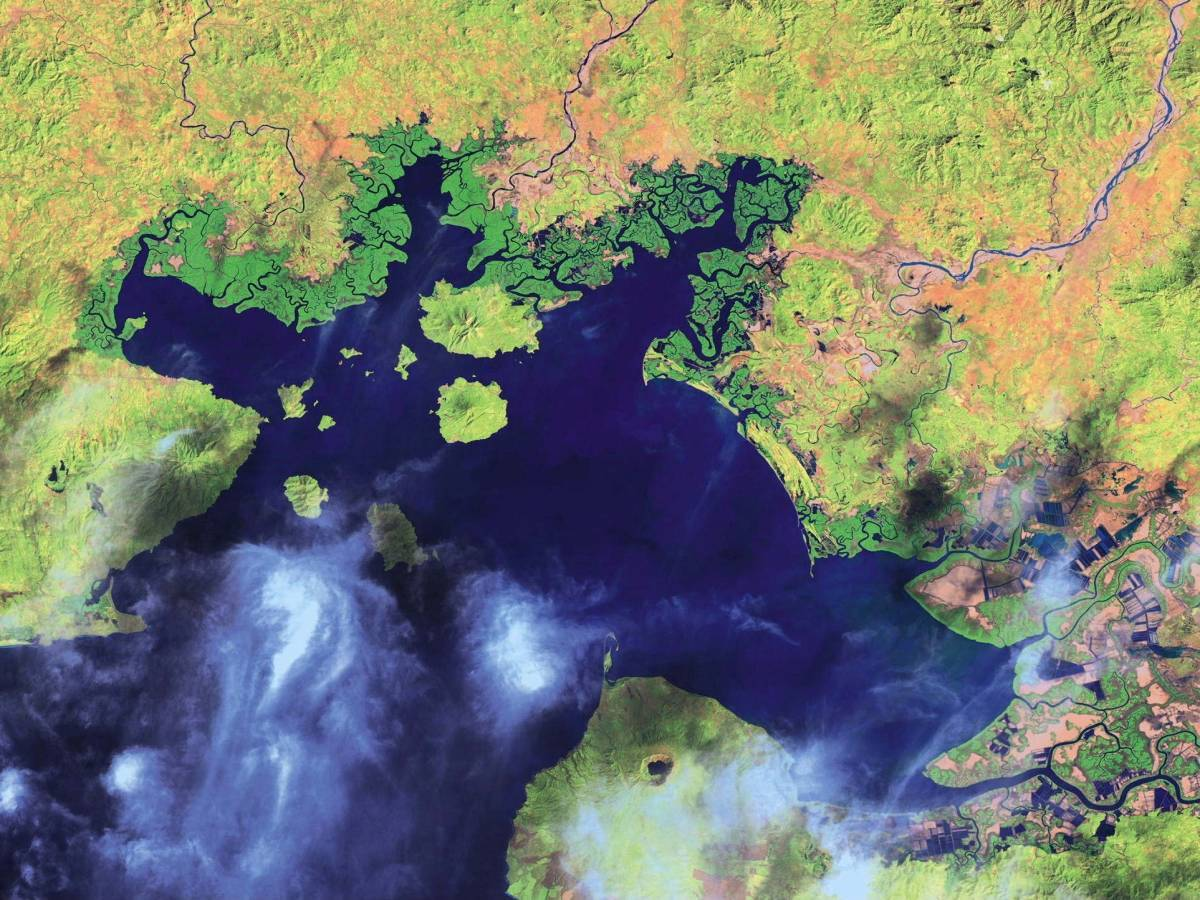
豐塞卡灣的衛星照片，2001由美國國家海洋暨大氣總署拍攝

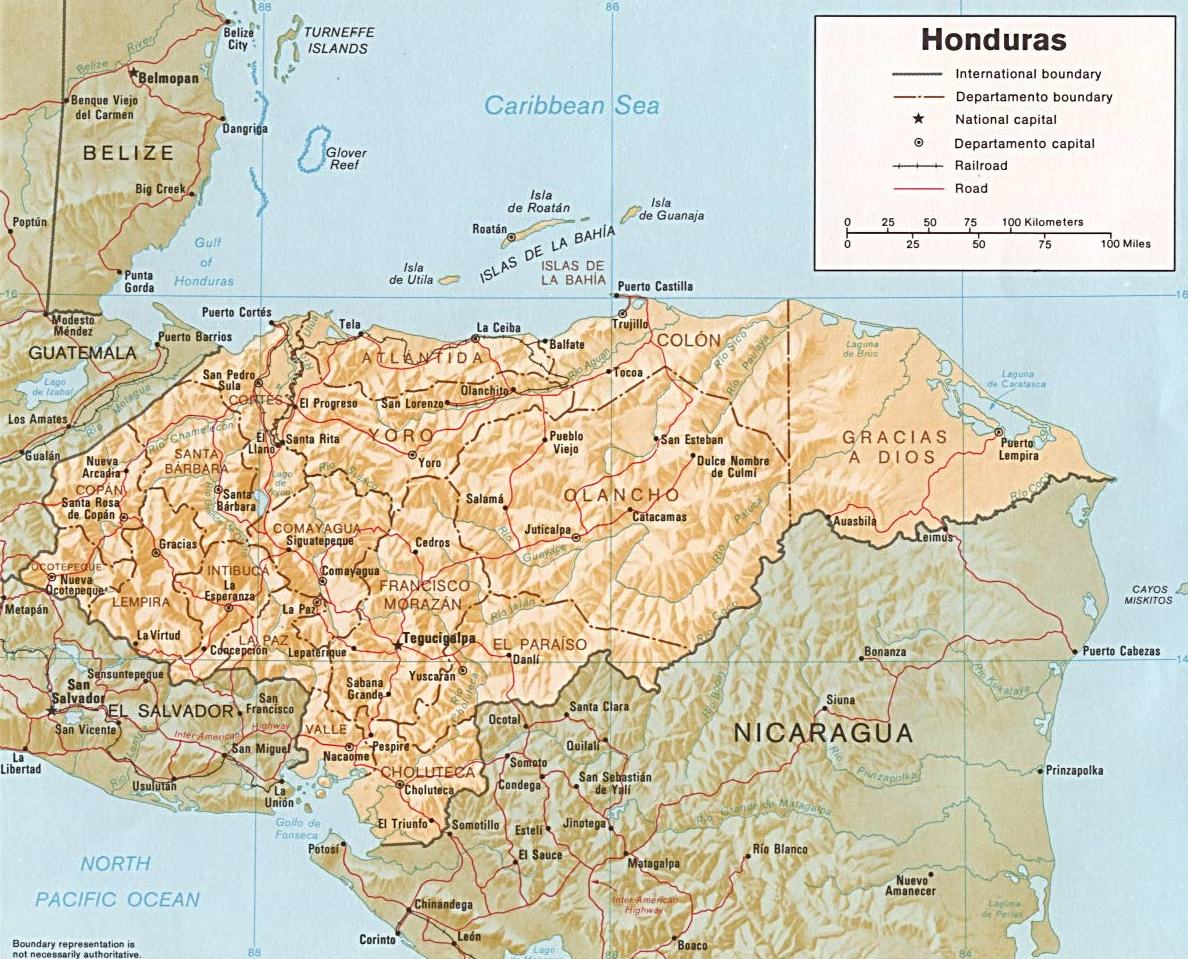
地圖所示的豐塞卡灣位於左下，豐塞卡灣鄰接宏都拉斯、薩爾瓦多、尼加拉瓜三國

豐塞卡灣（西班牙語：Golfo de Fonseca）是中美洲的海灣，屬於太平洋的一部分，該海灣被薩爾瓦多、洪都拉斯和尼加拉瓜環繞。

## 歷史
最早發現豐塞卡灣的歐洲人是阿維拉的希爾·岡薩雷斯。岡薩雷斯以資助其冒險的金主命名此地，也就是哥倫布不共戴天的政敵豐塞卡主教。
1849年美國派出考古學家伊弗雷姆·喬治·斯奎爾與宏、薩、尼三國協議締約，欲建造一條運河橫通太平洋與加勒比海。英軍駐中美洲指揮官弗雷德里克·查特菲爾德擔憂此建設會讓美國進一步威脅英屬蚊子海岸地區，於是派出艦隊佔領虎島以控制豐塞卡灣灣口。但斯奎爾早已料到英國會派出艦隊，所以事先和三國協議暫時將虎島割讓予美國，在英軍佔島不久之後，斯奎爾要求英軍離島。查特菲爾德不想挑起英國和美國的全面大戰，只好默然率軍撤離。
洪都拉斯和萨尔瓦多在丰塞卡湾的岛屿主权争端开始于1854年，陆地边界争端则开始于1861年。
1917年，中美洲法院（中美洲統合體的前身）裁決了"豐塞卡案"（Fonseca case），尼加拉瓜、萨尔瓦多和洪都拉斯这三个沿岸国家拥有共同所有权。結果導致薩爾瓦多與尼加拉瓜的爭議加劇。尼加拉瓜和美國簽訂布赖恩-查莫罗条约，在灣邊開設美國海軍基地。薩爾瓦多大表不滿，認為此舉違反豐塞卡灣中的共同所有權行使。法院站在薩爾瓦多一方，但美國依然我行我素執意開拓海軍基地，無視法院之判決。
萨尔瓦多和洪都拉斯两国的领土争端导致了1969年的“足球战争”。1972年，两国就陆地边界的主要部分达成协议，解决了大部分边界问题，只留下6段边界未能解决。1980年两国签订了《和平条约》，确认了边界的协议地段，并设立了联合边界委员会以解决剩下的六段边界，条约还规定如果在五年内未能达成协议，两国应在六个月内进行谈判并签订特别协议将争议提交国际法院解决。根据这一规定，两国于1986年5月24日签订了特别协议，把有关陆地、岛屿和海上边界的争端提请国际法院解决，请求国际法院成立一个由三名法官和两名专案法官组成的分庭审理这些争端。1989年11月17日，尼加拉瓜向国际法院提出请求，要求参加诉讼，但尼加拉瓜并不要求作为当事第三方。洪都拉斯不反对尼加拉瓜参与此案；萨尔瓦多则表示反对。由于萨尔瓦多的反对，该案分庭首先对是否允许尼加拉瓜参与本案进行审理，并在1990年9月13日判决尼加拉瓜被允许在关于丰塞卡湾水域法律制度的范围内参加诉讼。该案是国际法院第一次允许第三国参加诉讼。1992年9月11日，國際法院“萨尔瓦多/洪都拉斯”案判決，將豐塞卡灣的土地、島嶼、海洋邊界分開處理，判定三國分享豐塞卡灣的控制權，並將梅安格拉島與梅安格麗塔島（Meanguerita）歸給薩爾瓦多，埃爾蒂格雷島（虎島、蒂格雷岛）歸給宏都拉斯。国际法院判决，丰塞卡湾属于历史性海湾，丰塞卡湾三海里以外的水域是历史性水域，三个沿岸国共同享有主权，即丰塞卡湾水域属于三国的共同内水，但是其它国家的船舶在海湾享有无害通过权。国际法院指出，共管的安排是“一种对某块领土共同行使主权政府权力的有组织的体系”，一般是通过相关国家之间的协议建立的，不过也可以是国家继承所产生的法律后果（例如在丰塞卡湾的情形），是领土主权从个国家转移到另一个国家的方式之一。除了1917年的判决外，法院判决的基础是该海湾水域的历史性、三个沿岸国家的一贯主张以及其他国家没有抗议。

## 自然地理
豐塞卡灣面積3,200平方公里，海岸線長度261公里。
豐塞卡灣的氣候屬典型的熱帶與亞熱帶，乾濕兩季分明。豐塞卡灣年雨量約1,400–1,600 mm，80%的雨量都由溼季貢獻，五月至十一月為濕季期間。

## 外部連結
- Footnotes to history
- UNESCO（页面存档备份，存于）
- Land, Island and Maritime Frontier Dispute (El Salvador/Honduras: Nicaragua intervening), International Court of Justice case registry
- Application for Revision of the Judgment of 11 September 1992 in the Case concerning the Land, Island and Maritime Frontier Dispute (El Salvador/Honduras: Nicaragua intervening) (El Salvador v. Honduras), International Court of Justice case registry

13°15′N 87°45′W / 13.250°N 87.750°W